# لائورا مانچینلی
لائورا مانچینلی (به ایتالیایی: Laura Mancinelli) (زاده ۱۸ دسامبر ۱۹۳۳ – درگذشته ۷ ژوئیه ۲۰۱۶) نویسنده ایتالیایی و متخصص دوران قرون وسطی ایتالیا بود.
وی مدرس دانشگاه، مترجم، مقاله‌نویس (مقالات متعدد تاریخ قرون وسطایی) و نویسنده رمان‌های ادبیات داستانی تاریخی بود.

## زندگی
لورا مانچینلی در سال 1933 در اودینه متولد شد و چهار سال در روورتو زندگی کرد تا اینکه در سال 1937 همراه خانواده به تورین رفت.
وی پس از تحصیل و تحصیل در مدرسه ، در سال 1956 از دانشگاه تورین در رشته ادبیات آلمان با گرایش ادبیات مدرن فارغ التحصیل شد.
در سالهای بعد از دکترای خود ، بدون اینکه هیچ وقت از علاقه اش به فرهنگ آلمان قرون وسطایی دست بکشد ، به تدریس پرداخت. در سال 1969 او انشا را نوشت آواز نیبلونگ ها. مشکلات و ارزشها
در دهه 1970 وی در دانشگاه ساساری به تدریس رشته فیلولوژ ژرمنی پرداخت و سپس توسط لادیسلائو میتنر آلمانیست در ونیز فراخوانده شد ، وی در سال 1976 گروه تاریخ زبان آلمانی را در دانشگاه کا فوسکاری ونیز ونیز تاسیس کرد.
به توصیه همکار و دوست خود ، کلادیو ماگریس ، در سال 1972 وی ویرایش و ترجمه از جلد اصلی به زبان ایتالیایی ، سرود نیبلونگ‌ها
در اوایل دهه 1990 ، لورا مانچینلی ، مبتلا به بیماری ام‌اس ، کرسی رشته فلسفه آلمان را ترک کرد.

### رمان ها
- I dodici abati di Challant‏ (۱۹۸۱)
- Il miracolo di santa Odilia‏ (۱۹۸۹)